# Chionaema flaviplaga
Chionaema flaviplaga är en fjärilsart som beskrevs av Franciscus J.M. Heylaerts 1891. Chionaema flaviplaga ingår i släktet Chionaema och familjen björnspinnare. Inga underarter finns listade i Catalogue of Life.